# Magyarország stockholmi nagykövetsége
Magyarország stockholmi nagykövetsége a svéd főváros Diplomatstaden nevű negyedében található. A hivatal budapesti megfelelőjével együtt a két ország hivatalos kapcsolatainak legfőbb intézménye.

## Története
A svéd-magyar diplomáciai kapcsolatok 1945-ben jöttek létre követi szinten. A kapcsolatokat 1964-ben emelték nagyköveti szintre.
A magyar diplomáciai külképviselet 1972-ig a Torstenssonsgatan 4. szám alatti bérház egyik emeletén működött. (Ugyanebben az épületben, más emeleten működött Izrael stockholmi nagykövetsége is.)
A reprezentációs célokra is használt nagyköveti rezidencia a Strandvägen 57. szám alatti bérházban, egy 14 szobás nagypolgári lakásban lett kialakítva. 
1971-ben vásárolta meg a magyar állam az akkori Strandvägen (ma Dag Hammarskjölds väg 10.) szám alatti Villa Gumælius reprezentatív épületét a nagykövetség céljaira.

### A stockholmi magyar nagykövetség épülete, az egykori Villa Gumælius

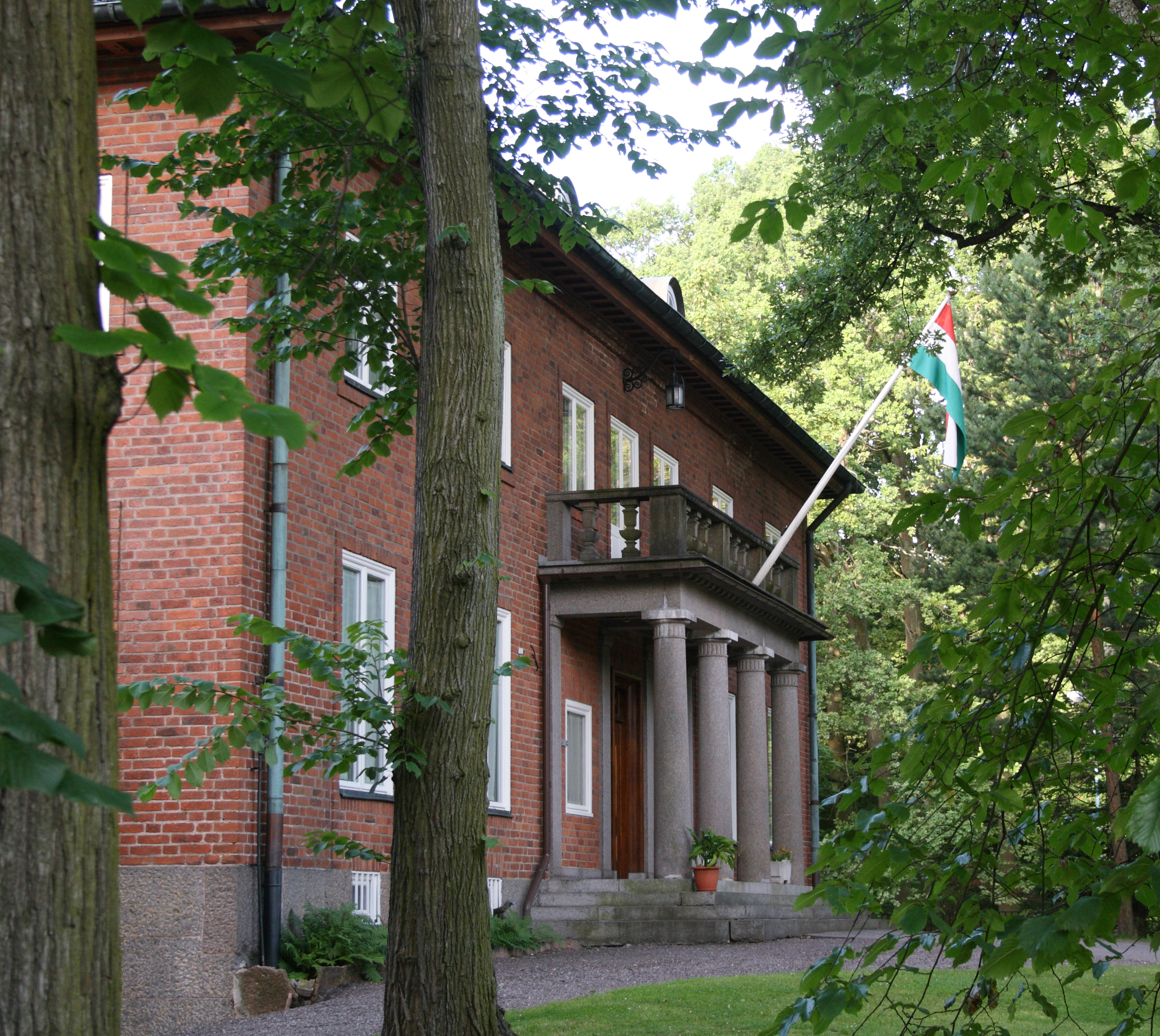
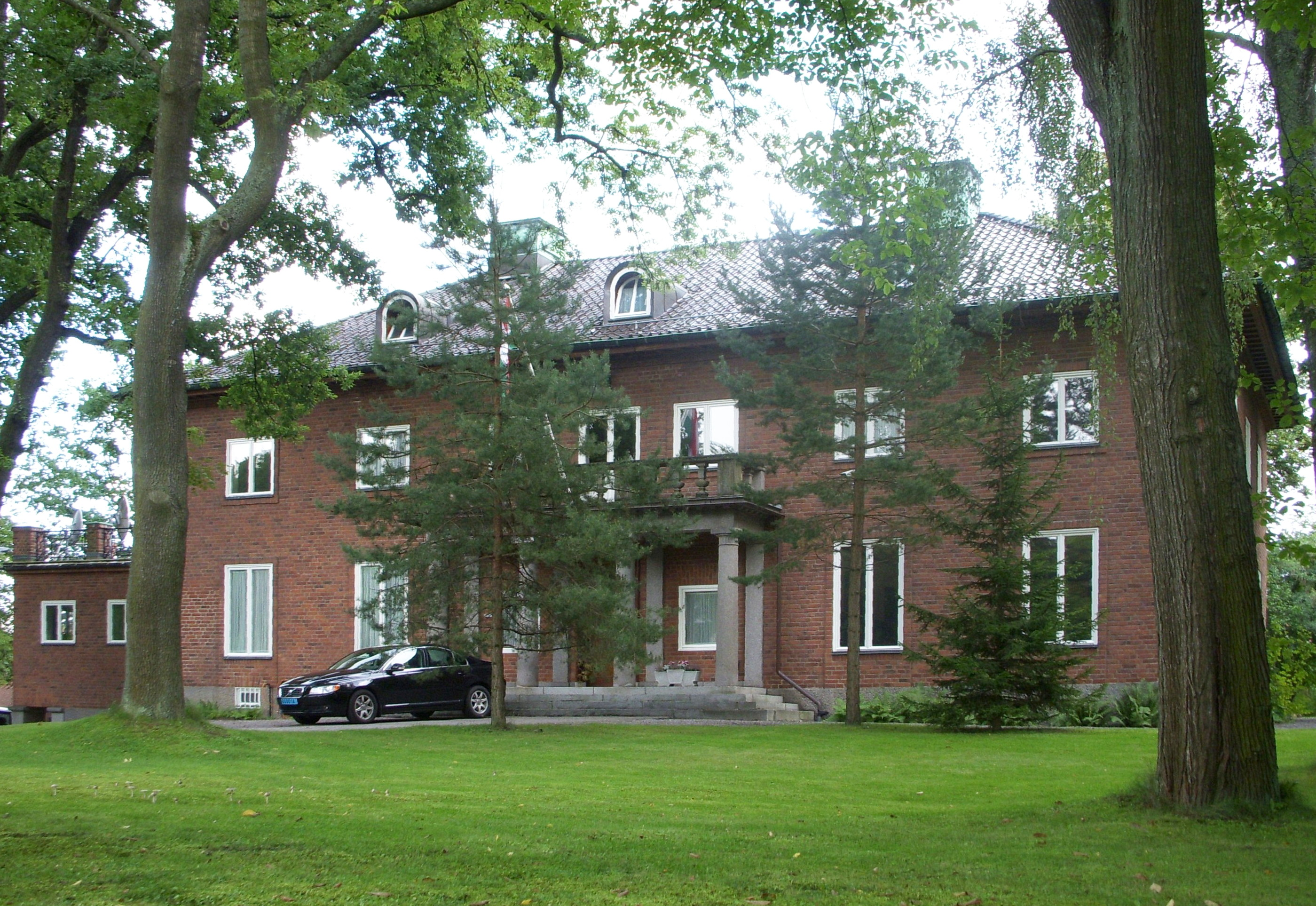
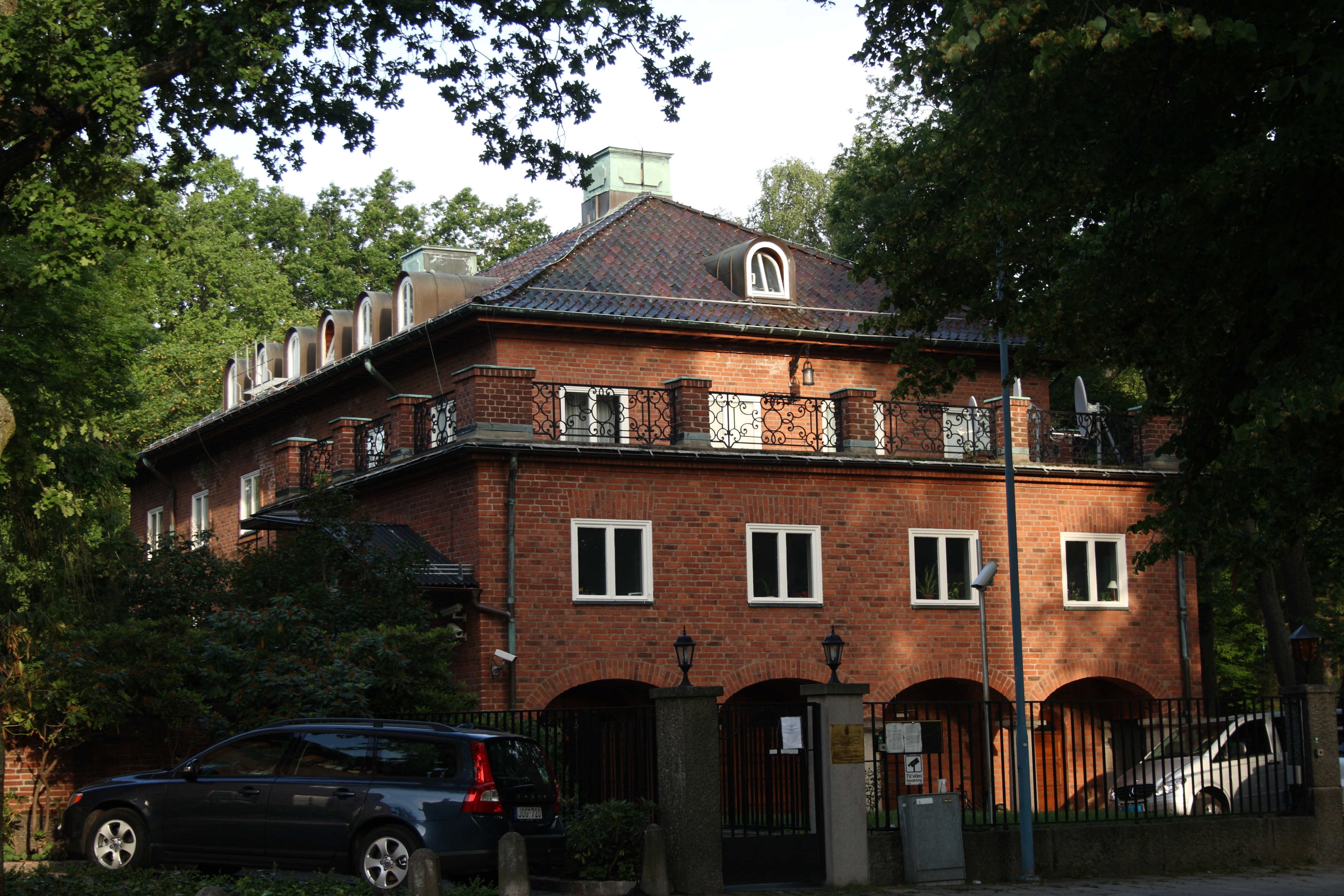

## A nagykövetség személyzete

### A külképviselet vezetői 1945–1991 között[1]
| kinevezés   | megbízólevél átadása | visszahívás | név                 | rang                             |
| ----------- | -------------------- | ----------- | ------------------- | -------------------------------- |
| 1946-1-12   |                      |             | Szelle Lajos        | I. o. konzul, ideiglenes ügyvivő |
| 1946-5-17   | 1946-6-1             | 1948-6-29   | Böhm Vilmos         | követ                            |
| 1946-6-1    |                      |             | Fehér József        | ideiglenes ügyvivő               |
| 1949-1-25   | 1949-3-11            | 1950-2-3    | Schöpflin Gyula     | követ                            |
| 1950-2-24   | 1952-11-7            | 1953-9-3    | Katona János        | ideiglenes ügyvivő, majd követ   |
| 1953-12-1   | 1954-1-4             | 1955-4-13   | Puja Frigyes        | követ                            |
| 1955-4-13   | 1955-5-7             | 1957-5-15   | Hajdú József        | követ                            |
| 1957-5-23   | 1957-7-2             | 1959-11-12  | Bebrits Lajos       | követ                            |
| 1959-11-12; | 1960-1-8;            | 1963-6-14   | Korbacsics Pál      | követ                            |
| 1963-6-14   | 1963-9-11            | 1969-8-4    | Esztergályos Ferenc | követ, 1964-3-12 nagykövet       |
| 1969-8-4;   | 1969-10-7;           | 1975-4-11   | Nagy Béla           | nagykövet                        |
| 1975-4-11;  | 1975-6-16;           | 1976-9-6    | Lőrincz Nagy János  | nagykövet                        |
| 1976-9-6;   | 1976-10-21;          | 1980-7-23   | Iván Tivadar        | nagykövet                        |
| 1980-7-23;  | 1980-9-25;           | 1983-5-10   | Nagy László         | nagykövet                        |
| 1983-9-22   | 1983-10-13           | 1989-5-24   | Szigeti Károly      | nagykövet                        |
| 1989-5-24;  | 1989-9-28;           | 1991-3-29   | Hajdú József        | nagykövet                        |

## A nagykövetség szervezeti felépítése
A nagykövetség a közepes méretű magyar külképviseletek közé tartozik. 1972-ben például Nagy Béla nagykövet munkáját egy I. titkári rangban lévő első beosztott (Golub Mihály), egy II. titkári rangú sajtóbeosztott (Bulyovszky László); egy kulturális és gazdaságpolitikai kérdésekkel foglalkozó attaséi rangú diplomata (Molnár Sándor) és egy konzul segítette. A diplomatákon kívül rejtjelző, titkárnő, gépkocsivezető, hivatalsegéd is dolgozott a nagykövetségen, mind magyar állampolgár. Helyi alkalmazottak felvételére már csak anyagi okok miatt sem kerülhetett sor.
A nagykövetség politikai alárendeltségében, de szakmailag a Külkereskedelmi Minisztérium felügyelete alatt működött Stockholmban a magyar külkereskedelmi kirendeltség, amelynek irodái a Birger Jarlsgatanon voltak. A kereskedelmi kirendeltséget a kereskedelmi tanácsos vezette, beosztottai minisztériumi és vállalati kiküldöttek voltak. Lazábban kapcsolódott a magyar külképviselethez a MALÉV és az IBUSZ irodája.
A Müller Adrien nagykövet vezette külképviselet 2019-ben nagyon hasonló szerkezetű volt, de kereskedelmi kirendeltség és egyéb irodák már nem tartoztak hozzá.